# Сакраменто (Нью-Мексико)
Сакраменто (англ. Sacramento) — переписна місцевість (CDP) в США, в окрузі Отеро штату Нью-Мексико. Населення — 53 особи (2020).

## Географія
Сакраменто розташоване за координатами 32°47′4″ пн. ш. 105°33′54″ зх. д. / 32.78444° пн. ш. 105.56500° зх. д. (32.784486, -105.565102).  За даними Бюро перепису населення США в 2010 році переписна місцевість мала площу 16,96 км², з яких 16,96 км² — суходіл та 0,00 км² — водойми.

## Демографія
Згідно з переписом 2010 року, у переписній місцевості мешкало 58 осіб у 23 домогосподарствах у складі 14 родин. Густота населення становила 3 особи/км².  Було 61 помешкання (4/км²).
Расовий склад населення:
| - 91,4 % — білих - 1,7 % — чорних або афроамериканців |

До двох чи більше рас належало 6,9 %. Частка іспаномовних становила 8,6 % від усіх жителів.
За віковим діапазоном населення розподілялося таким чином: 8,6 % — особи молодші 18 років, 74,2 % — особи у віці 18—64 років, 17,2 % — особи у віці 65 років та старші. Медіана віку мешканця становила 51,7 року. На 100 осіб жіночої статі у переписній місцевості припадало 93,3 чоловіків;  на 100 жінок у віці від 18 років та старших — 96,3 чоловіків також старших 18 років.
Цивільне працевлаштоване населення становило 43 особи. Основні галузі зайнятості: будівництво — 100,0 %.